# Medcities
Medcities és una xarxa de ciutats costaneres mediterrànies que es va crear a Barcelona el 1991 per iniciativa dels Programes Mediterranis d'Assistència Tècnica (METAP). Els objectius de la xarxa són enfortir la capacitat d'administració mediambiental d'administració local, a través de va descentralitzar activitats implicant assistència tècnica, i també reforçar la conscienciació de inter-dependència i responsabilitat comuna pel que fa a les polítiques de la conservació mediambiental urbana en la conca mediterrània.

## METAP
El METAP (Mediterranean Technical Assistance Programmes), va ser establert el 1990 pel Banc Mundial, el Banc Europeu d'Inversions i el Programa de les Nacions Unides per al Desenvolupament i té per objectiu la millora mediambiental a la regió mediterrània.

## Història
La creació de Medcities va ser una conseqüència de l'objectiu de METAP d'enfortir les accions descentralitzades implicant l'assistència tècnica com a millor mitjà de promoure la conscienciació sobre els problemes mediambientals urbans, emprant aquestes accions com un vehicle que permetes facultar als municipis de països en desenvolupament, cap a l'administració d'assumptes mediambientals urbans. Medcities continua oferint aquest suport i, ha estès les seves activitats des de l'entorn local inicial, al camp més ampli, del desenvolupament local sostenible.

## Objectius
La xarxa Medcities, constitueix una eina per enfortir la capacitat de gestió ambiental i de desenvolupament sostenible de l'administració local, però també és útil per identificar els àmbits en què una activació comuna podria ser el mitjà més útil per millorar les condicions ambientals de la regió. Els objectius de la Xarxa Medcities són els següents: 
- Reforçar la conscienciació de la interdependència i de la responsabilitat comuna pel que fa a les polítiques de conservació mediambiental urbana a la conca mediterrània;
- Reforçar el paper i els mitjans (capacitat institucional, financera i tècnica) dels municipis en la implementació de polítiques locals pel desenvolupament sostenible local.
- Desenvolupar la conscienciació i implicació dels ciutadans i consumidors en el desenvolupament sostenible urbà;
- Engegar una política de cooperació directa per tal d'implementar la cooperació entre ciutats mediterrànies costaneres.[3]

## Membres
Inicialment, la xarxa estava composta per una ciutat per país, amb una preferència per les ciutats diferents de la capital. Posteriorment es va arribar a un acord per expandir l'afiliació a dues ciutats per país, i 
avui Medcities inclou 26 ciutats de països mediterranis (a part de Jordània):
- Aleppo
- Alexandria
- Ancona
- Ashdod
- Barcelona
- Bengasi
- Dubrovnik
- El Mina
- Gaza
- Metròpoli de Lió
- Esmirna
- Làrnaca
- Latakia
- Limassol
- Marsella
- Oren
- Roma
- Sfax
- Silifke
- Sussa
- Tànger
- Tetuan
- Tessalònica
- Tirana
- Trípoli
- Zarqa

## Organització
Assemblea general: És l'òrgan suprem de l'Associació, i en formen part la totalitat dels seus membres. S'ha de convocar almenys una vegada cada tres anys, i es pot pronunciar tant sobre els assumptes compresos en l'ordre del dia proposat per la junta, com en diversos altres assumptes. Elegeix al President i als membres de la Junta (o Consell).
Junta: l'Associació es regeix per un Consell de 5 a 9 membres: el president, el secretari general i de tres a set membres. Es reuneix almenys un cop l'any.
Presidència: El President representa l'Associació en tots els actes de la vida civil, estant investit amb tots els poders a aquest efecte. El mandat del President cobreix el període des d'una Assemblea General a l'altra.L'Associació ha estat presidida per Barcelona, Marsella, Tànger, Limassol i Roma (en l'actualitat).
Secretaria general: És un òrgan administratiu que ajuda tant al President de l'Associació com a la Junta en les seves tasques respectives, gestionat per un Secretari General. Se encarrega de la gestió de la xarxa, de la identificació de les necessitats de les ciutats, representant la xarxa Medcities en esdeveniments internacionals (juntament amb les ciutats membres), assegurant la coordinació tècnica i financera, la preparació i el seguiment dels projectes sobre el terreny, l'organització de l'Assemblea General, les reunions de la Junta i la publicació del material de les presentacions. La Secretaria General té un mandat de quatre anys, podent ser reelegida. Limassol, Marsella i Barcelona (en l'actualitat) han dut a terme la funció de Secretaria General.

## Activitats de la xarxa

### Activitats institucionals
Medcities es constitueix com una eina per a reforçar la capacitat de gestió ambiental de les administracions locals. La xarxa identifica àrees en les accions conjuntes podrien contribuir a millorar les condicions ambientals de la regió. L'objectiu clau de Medcities consisteix en promoure el desenvolupament urbà sostenible com a política general a la Mediterrània. Per a tal efecte, participa al Pla d'Acció Mediterrani de les Nacions i forma part de la Comissió pel Desenvolupament Sostenible dins l'àrea del Govern Local. Medcities és també membre del comitè de govern de la Campanya Europea per a Ciutats i Pobles Sostenibles i del "Grup de Treball Mediterrani de la Unió de Ciutats i Governs Locals".

### Activitats operacionals
El procediment de funcionament normal de la xarxa es basa en plans ambientals de mitjà termini i en auditories ambientals, seguit de programes específics per a perseguir les prioritats que s'hagin anat identificant. Els experts de les ciutats del Nord participen en el desenvolupament d'aquests programes, i aquestes ciutats proporcionen finançament per a la meitat del cost de l'obra d'aquests experts, i la resta finançat per les organitzacions METAP (Unió europea, Banc Mundial, UNDP) i les agències de cooperació dels països desenvolupats. També s'ofereix formació a través de seminaris, visites dels tècnics, manuals de formació i exposicions. Medcities publica un butlletí intern que proporciona informació sobre les mesures adoptades per les diferents ciutats i les pròpies activitats de la xarxa

## Àrees d'intervenció
- Govern, suport institucional, finances locals;
- Desenvolupament i planificació urbans;
- Entorn i administració de risc (residus, qualitat de l'aigua, qualitat de l'aire i mobilitat,).

## Projectes realitzats
- “Urban air quality improvement trough air quality and mobility plan and the institutional strengthens of local administration on air quality” (“Millora de la qualitat de l'aire urbà mitjançant el pla de qualitat de l'aire i de mobilitat i l'enfortiment institucional de l'administració local sobre la qualitat de l'aire”), amb la participació de Barcelona, Làrnaca, Limassol, Tetuan i Al Fayhaa.
- “Urban mobility plan” (“Pla de mobilitat urbana”) a Sussa.
- “Regional solid waste management” (“Administració regional de residus sòlids ”) a Mashriq i països del Magrib.
- “Local Sustainable Development Networking" (“Xarxa pel desenvolupament sostenible local ").
- “ICZM – Integrated Coastal Zone Management" (”Administració de Zona Costanera integrada”), co-finançat pel programa SMAP de la UE.[7]